# 臭素中毒
臭素中毒またはブロム中毒 (英語: Bromism) は、臭化カリウムや臭化リチウムなどの無機臭化物、あるいはブロムワレリル尿素などの有機臭素化合物を主体とした薬剤の長期連用により発生する中毒症状である。
過去にはこういった薬剤が汎用されていたことから非常にありふれた症状で、臭素中毒による精神症状は精神病院に入院する患者は5-10%を占めるほどであった。臭素を含まずより安全で効果の高い薬剤の開発が進んだこともあって多くの国で臭素系の薬剤は臨床使用されなくなったため、現在ではほとんど見られなくなった。ただし、日本ではアメリカ合衆国など他国では既に医薬品としては禁止されたブロムワレリル尿素が未だに市販薬として販売 (大正製薬の「ナロン」「ナロンエース」や伊丹製薬の「ウット」など）されており、自殺目的の過量服用によるものの他、高齢者において常用量でも臭素中毒となった症例がみられる。

## 症状

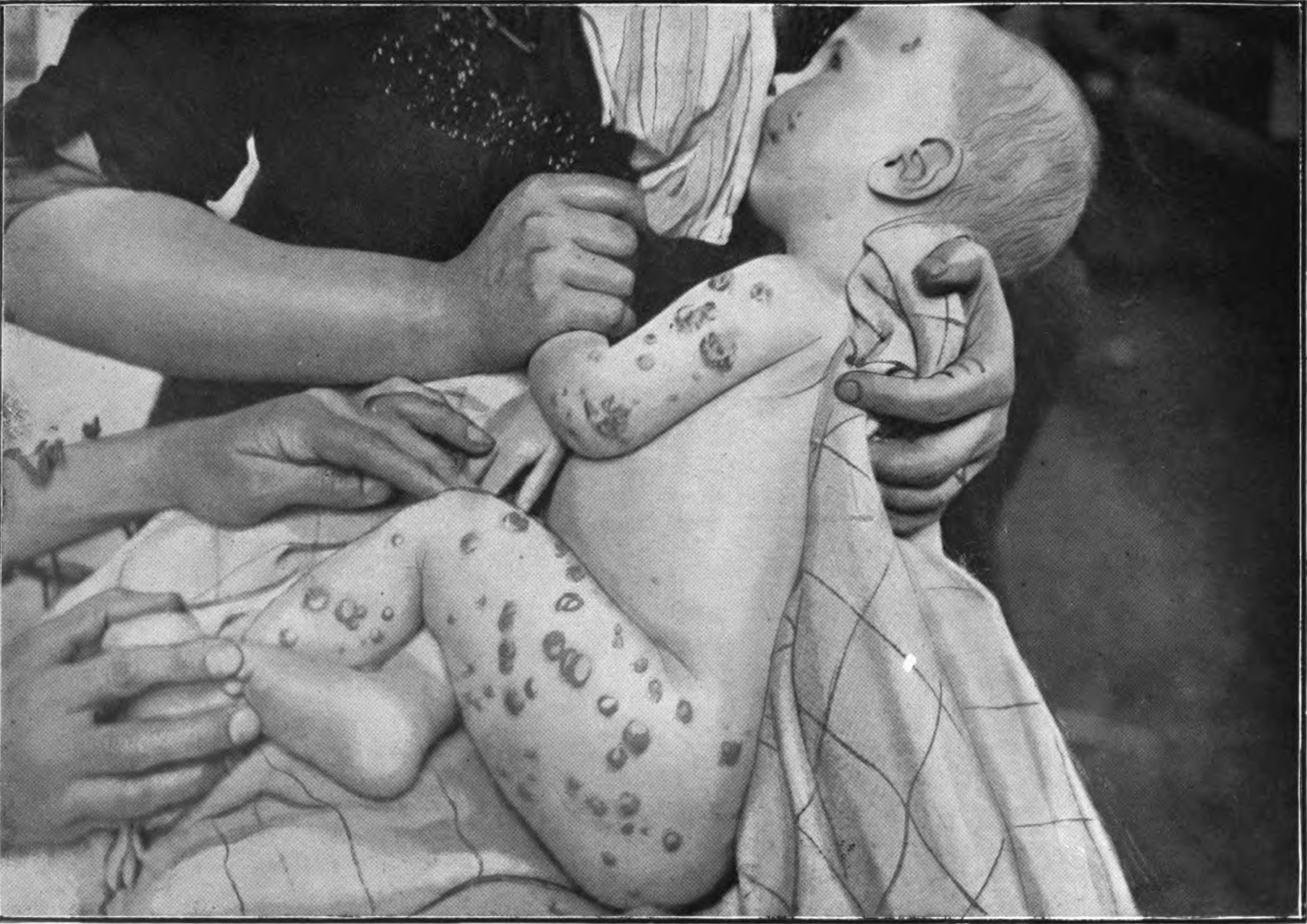
臭化物発疹

神経症状不安、易怒性、運動失調、混乱、幻覚、精神障害、虚脱、昏迷などの他、重症例では昏睡に陥ることもある。あるいは聴力障害
消化器症状急性症状として悪心や嘔吐、慢性症状として食欲不振や便秘が現れる。
皮膚症状チェリー血管腫やざ瘡様皮疹、膿瘍および紅斑を生じる。
腎機能障害急性腎不全
電解質異常アシドーシス

## 原因
高濃度の臭素イオンにより神経細胞の細胞膜が傷害されて神経伝達が阻害されるのが原因である。体内における臭素の半減期は9-12日と長いため連用により体内に過剰に蓄積されやすく、0.5-1グラム/日の投与で臭素中毒が起こり得る。かつて臭素系薬剤が汎用されていた頃には治療用量が3-5グラム/日ほどであったため、慢性臭素中毒は非常にありふれたものであった。臭素中毒による神経・精神および皮膚や消化器の障害は時に重篤なものとなるが、臭素中毒により死亡することは希である。
臭素中毒による精神症状は臭素の神経毒性効果によるもので、傾眠、精神障害、てんかん性発作やせん妄を引き起こす。ソフトドリンクには乳化剤として臭素化植物油を含むものがあり、このようなソフトドリンクを毎日数リットル摂取していた男性が頭痛、疲労、運動失調、健忘を訴え歩行不能となった症例が報告されている。このため、EUやインド、日本では臭素化植物油の食品添加物としての使用は禁じられている。

## 診断
臭素中毒は、血中の塩素濃度や血糖、電解質、尿素窒素、クレアチニンを調べる他、精神症状を見ることで診断される。臭化物は放射線を透過しにくいため、腹部X線撮影が診断に役立つ場合がある。

## 治療
臭素中毒に対する治療薬や治療法は特に定まっていない。塩化物の投与あるいは食餌による塩素負荷 (端的に言えば塩気の強い食事) により体内からの臭素の排泄を促進したり、臭素の尿中排泄を狙ってフロセミドなどの利尿剤を投与することもある。この他、重篤な臭素中毒の患者に人工透析を実施して症状を劇的に改善した例もある。
ヨード欠乏症は検出されにくい軽度の臭素中毒に関与しているとされる。臭素はヨウ素より反応性が高いので臭素は体内のヨウ素に置き換わりやすいが、ヨウ素が欠乏していると臭素が体内に取り込まれる余地がさらに増えるためである。ヨウ素補充療法を行う前に塩素負荷を行ったり、食餌性硫黄を減らしておくべきであるとされる。